# Ciudad de México
Ciudad de México [sjudád dé méhiko] (špansko Ciudad de México ali México D.F.) je glavno mesto Mehike. Ne pripada nobeni zvezni državi, temveč je samostojno zvezno okrožje (Distrito Federal). Ustanovil ga je Hernán Cortés leta 1521 na ruševinah Tenochtitlana, prestolnice Aztekov, na sredi danes skoraj izsušenega jezera Texcoco.
V Metropolitanskem območju živi več kot 20 milijonov ljudi, tako je Ciudad de México eno največjih mest na svetu. Je tudi med najbolj onesnaženimi mesti na svetu. V mestu vlada velika brezposelnost, ki je posledica hitrega dotoka prebivalstva s podeželja. Veliko je kriminala in pouličnih prodajalcev. Mesto leži na tektonsko aktivnem območju, zaradi jezerskih sedimentov se ugreza.

## Ime mesta
Mehičani svoje glavno mesto običajno imenujejo México ali el D.F. (El De-Efe, okrajšava za Distrito Federal). Torej, ko govorimo o Méxicu, je mesto običajno mišljeno - napisana kot »México DF«. Manj pogosto in običajno samo v uradnih primerih se reče La Ciudad de México. Država Mehika pa je svoje ime dobila po imenu njenih prebivalcev. Prebivalci mesta so capitalinos ("glavno mesto"), defeños (izhaja iz D.F.) ali chilangos, beseda mexicano se nanaša predvsem na republiko. Ime je prvotno prišlo od azteške besede »Mexica« (beri: mešika), kot so sami sebe imenovali Azteki.

## Geografija

### Geografska lega
Ciudad de México leži na južnem koncu 60 km dolge in 100 km široke Mehiške doline, na nadmorski višini povprečno 2.310 metrov in je obdana s treh strani z gorami, tudi znamenitimi vulkani Popocatepetl in Iztaccihuatl ter pogorjem Sierra Nevada.
Zaradi takega okolja je pogost smog. Že od prazgodovine je ta bazen središče poselitve. Zvezno okrožje (Distrito Federal) ima površino 1.499,03 kvadratnih kilometrov. Na severu, vzhodu in zahodu meji na zvezno državo Mexico in na jugu na državo Morelos.
Metropolitanska regija Ciudad de México se deli na tri različna območja:
- Megalopolis del Centro de México (MCM): obsega zvezno okrožje in drugih 249 skupnostih v bližini glavnega mesta, tudi Zonas Metropolitanas v Cuernavaca - Cuautla, Pachuca, Puebla - Tlaxcala in Toluca. Občine v MCM so razdeljene med članice: México (99), Tlaxcala (52), Puebla (36), Hidalgo (31) in Morelos (31). Regija pokriva površino 9.763 kvadratnih kilometrov.
- Zona Metropolitana de la Ciudad de México (ZMCM ): Obsega 16 okrožij (delegaciones) glavnega mesta, 40 občin (municipios) zvezne dežele México in ena občina zvezne dežave Hidalgo. Ima površino 4.986 kvadratnih kilometrov.
- Območje Metropolitana del Valle de México (ZMVM): regija obsega zvezno okrožje in 58 občin države México in eno občino države Hidalgo. Ima površino 7.815 kvadratnih kilometrov.

### Hidrologija
Ekosistem pred prihodom Aztekov v osrednjo Mehiko je mogoče dokaj natančno rekonstruirati na podlagi izkopavanj: to je bila pokrajina, ki je imela številna jezera in močvirja. Okoliški hribi so bili večinoma pokriti z borovim in hrastovim gozdom, bilo je mnogo potokov in rek, največje jezero je bilo na severnem Zumpangu. Medtem ko so manjša jezera vsebovala svežo vodo, je bila voda v globokem jezeru Texcoco slana zaradi dušika iz podzemlja, pomanjkanja odtoka in močnega izhlapevanja.
Ko so Azteki prispeli v Mehiško dolino, so našli koruzo, fižol, paradižnik, buče in druge kulturne rastline na namakanih zemljiščih in plavajočih vrtovih imenovanih chinampas, nasipi, namakalni kanali in akvadukti so bili v Dolini običajni. V 15. stoletju so Azteki zgradili nasip, ki je povezoval otok, na katerem je bilo mesto Tenochtitlán, s kopnim. Prav tako je služil kot akvadukt. 16 kilometrov dolg nasip, prekinjen le z nekaj mostovi, je bil zgrajen vzhodno od Tenochtitlana, da je ščitil mesto pred poplavami.
V prvih letih svoje vladavine so Španci napačno ocenili pomen načina gojenja rastlin. Po uničujočih poplavah leta 1540 so se odločili sistem rekonstruirati. Krčenje pobočij zaradi paše živine je povzročilo erozijo. Zemlja ni mogla absorbirati dežja in je odtekala v jezero Texcoco, ki je bilo v času kolonizacije 14 metrov nižje, kot je danes).
S starimi sistemi ni bilo več mogoče obvladovati vodnih mas. V velikih poplavah v letih 1629-1633 je umrlo okoli 50.000 ljudi. Leta 1789 je bil zgrajen kanal in Dolina se je izsušila. Erozija je pripomogla da so viri, ki so prej oskrbovali mesto s pitno vodo usahnili. Oskrba s pitno vodo iz globokih vodnjakov se je povečala (leta 1886 e bilo več kot 1000 vodnjakov). Zaradi vse večje porabe, se je v finozrnati, bentonitni glini podtalnica nižala. Zaradi tega so se nekateri deli mesta med letoma 1891-1970 znižali za do 8,50 m. Problem je tudi z odpadno vodo (fekalijami), ki zaradi lomlenja cevi pronicajo v podtalnico in onesnažujejo pitno vodo.

### Geologija
Ciudad de México leži v regiji, kjer so potresi nizke in srednje intenzivnosti redni in pogosti. 19. septembra 1985 je bil uničujoč potres z močjo 8,1 stopnje po Richterjevi lestvici z epicentrom v 350 km oddaljeni državi Michoacan. Uradno je bilo 9.500 ljudi mrtvih, okoli 30.000 je ostalo brez strehe nad glavo. poškodovanih je bilo skupaj 2800 zgradb, 880 jih je bilo porušenih. Veliko število žrtev je delno posledica slabe gradnje in mehke podlage na kateri leži mesto.
Mehiška Dolina leži v južnem delu mehiške planote, znane kot Mesa Central. Orografsko ima severni del gorski značaj. Z gozdom pokriti vulkanski stožci, veliki kraterji ugaslih vulkanov, globoki kanjoni, ki jih je raztrgala erozija in z rodovitno zemljo napolnila planote in doline. Središče kmetijstva je tako v Tierra Templada, kjer gojijo fižol, koruzo, pšenico, zelenjavo in sadje. Celotno Mehiško višavje je bogato s svincem, bakrom, kositrom, cinabaritom, žveplom, zlatom in srebrom. Iz plemenitih kovin so Azteki izdelovali čudovit nakit in druge umetniške predmete. Bituminozni premog, ki se pojavi v podaljšku lignitov iz Teksasa in Coahuile, Mehiki zadosti potrebi po premogu.

## Upravna delitev mesta
Ciudad de México je razdeljen na 16 okrožij (delegaciones). Tabela prikazuje okrožja, katerih prebivalstvo in gostota prebivalstva, so po popisu prebivalstva iz 17. oktobra 2005. Vsak okraj je še nadalje razdeljen v različne dele mesta imenovane colonias.
| Št. | Delegación             | površina v km² | število preb. 2005 | prebivalcev na km² |
| --- | ---------------------- | -------------- | ------------------ | ------------------ |
| 01  | Álvaro Obregón         | 93,67          | 706.567            | 7543               |
| 02  | Azcapotzalco           | 34,51          | 425.298            | 12.324             |
| 03  | Benito Juárez          | 26,28          | 355.017            | 13.509             |
| 04  | Coyoacán               | 59,19          | 628.063            | 10.611             |
| 05  | Cuajimalpa de Morelos  | 72,88          | 173.625            | 2382               |
| 06  | Cuauhtémoc             | 32,09          | 521.348            | 16.246             |
| 07  | Gustavo A. Madero      | 91,46          | 1.193.161          | 13.046             |
| 08  | Iztacalco              | 21,84          | 395.025            | 18.087             |
| 09  | Iztapalapa             | 124,46         | 1.820.888          | 14.630             |
| 10  | La Magdalena Contreras | 62,19          | 228.927            | 3681               |
| 11  | Miguel Hidalgo         | 46,02          | 353.534            | 7682               |
| 12  | Milpa Alta             | 268,63         | 115.895            | 431                |
| 13  | Tláhuac                | 88,44          | 344.106            | 3891               |
| 14  | Tlalpan                | 309,72         | 607.545            | 1962               |
| 15  | Venustiano Carranza    | 33,07          | 447.459            | 13.531             |
| 16  | Xochimilco             | 134,58         | 404.458            | 3005               |
|     | mesto skupaj           | 1.499,03       | 8.720.916          | 5818               |

Vir: Instituto Nacional de Estadística Geografía e Informática.

### Podnebje
Mesto leži v tropih, ki pa so hladnejši zaradi visoke nadmorske višine. Čez dan je v zimskem času od 20 do 25 °C, ponoči pa se lahko kar precej ohladi. V poletnem času od aprila do junija je od 25 do 30 °C. Od oktobra do maja je suha sezona, deževno obdobje traja od junija do septembra, padavine se pojavljajo v popoldanskem času in zvečer, redkeje zjutraj.
Povprečna letna temperatura je 15,9 °C, poprečna letna količina padavin 816,2 mm. Najtoplejši mesec je maj, v poprečju 18,9 °C, najhladnejša meseca sta december in januar s 12,5 °C. Največ padavin pade v mesecu juliju v povprečju 175,1 milimetrov, najmanj v februarju v povprečju 4,3 milimetre.

### Okoljska problematika
Največje mehiško mesto se bori s številnimi okoljskimi problemi. To je velika onesnaženosti zraka, problem oskrbe s pitno vodo, neustrezna infrastruktura za odlaganje odpadkov, slab javni prevoz in čezmerni tovorni promet. Kakovost zraka je po podatkih Svetovne zdravstvene organizacije (WHO) ena najslabših na svetu. Parametri kot so žveplov dioksid, trdni delci, ogljikov monoksid in ozon, so po priporočilih WHO krepko presežena.
Vzrok je predvsem v več kot štiri milijone avtomobilih, 120.000 taksijih, 28.000 avtobusih in več deset tisoč tovornjakih, ki vozijo vsak dan v metropolitansko območje. Zaradi hitre urbanizacije, močnega povečanja obsega prometa in koncentracije industrije, so pretirane emisije onesnaževanja in smog resna grožnja za javno zdravje.
Mesto leži v Mehiški dolini na planoti okoli 2000 metrov nad morjem, ki jo na zahodni, južni in vzhodni strani omejujejo gore. Tople zračne mase več sto metrov v višino in pomanjkanje vetra pri tleh preprečujejo kroženje zraka. Zaprtost doline pojasnjuje, zakaj je v Ciudad de Mexico smog stalna težava. Pogosta je inverzija, posledica so bolezni dihal.
V zadnjih letih je vlada povečala napore za izboljšanje stanja. Uvedli so prepoved vožnje za osebna vozila en dan v tednu, spodbujajo uporabo okolju prijaznejših goriv in zahtevajo, da industrija in gospodinjstva vgradijo čistilne naprave. Mnoge obstoječe obrate so zaprli in zahtevajo strožje okoljevarstvene ukrepe za številne stare industrijske obrate.

## Zgodovina

### Obdobje Aztekov
Temelj mesta pod imenom Tenochtitlán sega v leto 1325, ko se je skupina nomadov s severa za stalno naselila na otoku sredi jezera Texcoco. To so bili Azteki, ki so sebe imenovali Mexíca (izgovori Mešika). V skladu s svojo tradicijo, ki so jo prejeli od svojega boga Huitzilopochtla, so našli mesto, kjer so ugotovili, da je orel sedel na kaktus in žrl kačo. Mesto so našli na otoku v jezeru. Orel, kača in kaktus so v današnjem mehiškem grbu.
Lokacija je bila dobro izbrana z vidika zaščite pred sovražniki, jezero je bilo polno rib, v plitvini so ustvarili chinampas - plavajoče vrtove, ki so bili zelo rodovitni. Ko se je mesto širilo, so zgradili povezovalne nasipe s kopnim delom z nekaj mostovi za primer obrambe, pa tudi za omejitev poplav.
Mesto na otoku se je kmalu razširilo na več kot 13 kvadratnih kilometrov. Azteki so v nadaljevanju osvajanj zgradili velik imperij, v katerem je bila živahna izmenjava dobrin.

### Kolonialno obdobje
Leta 1519 je Hernán Cortés pristal z majhno špansko vojsko na vzhodni obali in pričel svoj dolg pohod na Tenochtitlan. Pri osvojitvi mesta mu je bilo v pomoč več okoliščin: posedoval je strelno orožje, domačini še nikoli niso videli konj, imel je podporo nezadovoljnih plemen, ki so bili v sporih z Azteki. Azteški vladar je bil globoko veren človek, ki je verjel, da je Cortés bradati bog Quetzalcoatl, ki se je vrnil izpolniti starodavno prerokbo. 8. novembra 1519 je spustil Špance v mesto in jim priredil dobrodošlico. Cortés in njegovi spremljevalci so bili začudeni nad mogočnostjo azteškega mesta s 300.000 prebivalci. Cortés je Moctezumo 17. novembra 1519 zadržal kot talca v svoji palači in ga po tem, ko so mu nanesli zlata in srebra, ubil. Azteki so Špance pregnali iz mesta, a so se ti s pomočjo indijanskih plemen vrnili in 13. avgusta 1521 dokončno zasedli mesto.
Od veličastnega azteškega mesta se ni ohranilo skoraj nič. Španci so sistematično uničevali stare kulture in zgradili na mestih templjev svoje cerkve. Na temeljih palač so zgradili iz azteških kamnov nove palače. Mesto je še naprej raslo, večji del jezera Texcoco so izsušili.
Leta 1535 je Ciudad de Mexico postalo glavno mesto podkraljevine Nove Španije, ki je obsegala vse španske province na severu Amerike, Kostariko, karibske otoke in Filipine. Španska kolonialna oblast je trajala približno tri stoletja. Leta 1551 je bila v glavnem mestu ustanovljena prva univerza (UNAM).
Leta 1692 se je zgodil upor Indijancev, v katerem so bile uničene ali poškodovane številne stavbe, vključno leta 1523 zgrajena uradna rezidenca španskega podkralja. Vzrok nemirov je bilo pomanjkanje hrane, kar je bila posledica slabe letine zaradi dolgotrajnih padavin in poplav v regiji.
Leta 1737 je bila »devica iz Guadalupe« razglašena za zavetnico mesta. V 18. stoletju so zgradili številne cerkve in stavbe v baročnem slogu, iz katerega je pozneje razvil slog mehiški churriguerizem (vrsta španskega baroka).
Leta 1810 se je pričela, pod vodstvom Miguela Hidalga in José María Morelosa vojna za neodvisnost, ki se je leta 1821 končalo z zajemom mesta s strani upornikov pod vodstvom Agustína de Iturbide. 21. julija 1822 je bil imenovan za cesarja. 14. septembra 1847 je bil ubit v bitki pri Chapultepecu v mehiško - ameriški vojni.
Leta 1858 je bil izvoljen za predsednika Mehike Benito Juárez. Predsedovanje Juáreza, ki je trajalo med 1861-1872, je bilo prekinjeno - med letoma 1863-1867 so Mehiki vladali Francozi s cesarjem Maksimilijanom I. na čelu.
Po 1875 je mesto obsegalo le malo več kot območje okoli Zocala, osrednjega trga pred stolnico in Alameda. Grad Chapultepec, Coyoacan in San Ángel in bazilika Marije Guadalupske, ki so danes v centru mesta, so bili nekoč obdani s polji in preostankom jezera. Vendar je mesto že dobivalo sedanje obrise. Od konca leta 1870 do 1911 je diktator Porfirio Diaz izvajal gradbeni program, ki naj bi bil njegov spomenik. Zgrajene so bile tramvajske proge in izsušeni zadnji ostanki jezera Texcoco v predmestju. Prebivalstvo je naraščalo in ob izbruhu revolucije leta 1910 je Ciudad de México že štel več kot 700.000 prebivalcev.

## Moderno mesto
Na območju izsušenega jezera se je mesto postopoma širilo. Položaj je bil v mnogih pogledih neugoden. Veliko objektov se je v desetletjih zaradi mehkega in močvirnatega terena zrušilo ali močno poškodovalo. V centru so vidne nagnjene zgradbe, neravna tla cerkva, hiš in ulic, pogosti so potresi.
Med revolucijo je življenje izgubilo skoraj dva milijona Mehičanov. Med letoma 1920 in 1940 se je število prebivalcev mesta podvojilo na 1,8 milijona, težave z infrastrukturo in socialni problemi so se poglobili. Na Plaza de las Tres Culturas je oblast 2. oktobra 1968 kruto zatrla nemire 250.000 študentov s tanki in vojsko. Študentski protesti so, zaradi slabih socialnih razmer, pogojev izobraževanja in pomanjkanja demokracije, trajali več mesecev. Upor je bil brutalno zatrt zaradi pričetka olimpijskih iger. Dogodek je bil imenovan »pokol Tlatelolco«.
Leta 1968 je mesto že imelo šest milijonov prebivalcev. Gradnja hiš ni mogla dohajati letne stopnje rasti prebivalstva. Pojavijo se veliki slumi brez vode ali ustreznih sanitarij. Javni promet ni mogel slediti rasti mesta, čeprav so v poznih 1960 začeli z gradnjo podzemne železnice. V letu 2000 je bilo odprtih 175 postaj podzemne železnice, še več jih načrtujejo. Rast se nadaljuje. Ocenjuje se, da pride v mesto vsak dan na tisoče priseljencev. Mesto velja kot eno najbolj gosto poseljenih mestnih območjih na svetu.

### Partnerska mesta
Ciudad de Mexico je partnersko mesto z:
- Berlin, Nemčija (od 1. septembra 1993)[11]
- Cuzco, Peru (od 7. julija 1987)
- Dolores Hidalgo, Mehika (od 1. septembra 2008)
- Havana, Kuba (od 25. septembra 1997)
- Los Angeles, ZDA (od 11. decembra 1969)
- Madrid, Španija (od 17. novembra 1983)
- Nagoya, Japonska (od 15. februarja 1978)
- San Salvador, Salvador (od 14. septembra 1979)
- São Paulo, Brazilija (2011)
- Seul, Južna Koreja (od 30. augusta 1993)

## Kultura

### Gledališče
Ciudad de Mexico ima eno najbogatejših gledaliških scen na svetu. Mehiško gledališče ima izobraževalno in družbeno-politično funkcijo, ki jo zastopa širok nabor sodobnih dramatikov.
Eno najbolj znanih gledališč v mestu je Palacio de Bellas Artes, zgrajeno leta 1904 - 1934 na vzhodni strani parka Alameda Central. Kupola okrašena z bronastim okrasjem iz carrarskega marmorja in Art déco notranjostjo je najpomembnejši kulturni center v središču mesta (gledališče, ples, koncerti, opere, umetniške razstave). V palači so stenske poslikave (freske) Diega Rivere, Joséja Clemente Orozca, Davida Alfaro Siqueirosa, Rufina Tamaya in Jorgeja González Camarenazuja.
Predstave nacionalnega folklornega baleta (Ballet Folklórico Nacional) so pomemben del kulturnega življenja v mestu. Balet je že pridobil svetovno slavo in ga sestavljajo plesalci iz vseh delov države, njegova odlična koreografija je prepredena z mehiškimi plesi, glasbo in pesmimi. Program vključuje nekatere izmed najbolj znanih tradicionalnih plesov.
Na aveniji Paseo de la Reforma v parku Chapultepec je Auditorio Nacional. Odprli so ga leta 1952 za potrebe razstavnega prostora, kasneje pa so bile v njem predstave baleta, pop koncerti in koncerti klasične glasbe. Tukaj nastopajo številni domači in mednarodni umetniki.

### Muzeji
Ciudad de Mexico ima številne muzeje na čelu z najpomembnejšim Museo Nacional de Antropologia (Narodni antropološki muzej), sledijo še Museo Nacional de Arte (Muzej narodne umetnosti), Museo Rufino Tamayo in Museo de Arte Moderno (Muzej moderne umetnosti) in Museo Frida Kahlo.
Museo de Arte Moderno
Museo de Arte Moderno (MAM) je bil zgrajen leta 1964, arhitekta sta bila Rafael Mijares Alcérreca in Pedro Ramirez Vazquez. V njem so razstavljene zbirke sodobnega mehiškega slikarstva z deli Davida Alfaro Siqueirosa, Joséja Clemente Orozca, Joséja María Velasco Gómeza, Diega Rivere in Juan O'Gormana. Ta muzej hrani tudi posebno zbirko nadrealističnih del Remediosa Vara.
Museo Nacional de Antropologia
Antropološki muzej se nahaja v parku Chapultepec in hrani najpomembnejšo zbirko predkolumbovske dediščine Mehike in je ena najpomembnejših arheoloških zbirk na svetu. Stavba je bila odprta leta 1964, zasnovala sta jo arhitekta Pedro Ramirez Vazquez in Jorge Campuzano. Razstavne dvorane so zgrajene okoli osrednjega dvorišča, ki je delno pokrito z velikim pravokotnim »dežnikom«, konstrukcijo preko katerega se zliva voda. Betonski steber v sredini z umetnim slapom predstavlja preostanek strehe. Objekti so obdani z vrtovi, ki so vključeni kot razstavni prostor muzeja na prostem.
Museo Nacional de Arte
Museo Nacional de Arte je bil ustanovljen leta 1982 in predstavlja pregled mehiške umetnosti od 16. stoletja do leta 1950. To je manjši trg El Caballito, kjer stoji tudi najbolj znan kip v mestu, kip Karla IV. španskega, delo Manuela Tolsa. Prvotno se je veličastni bronasti kip nahajal na Zócalu (obstoja slika iz leta 1803), nato pa so ga večkrat selili po mestu.
Museo Rufino Tamayo
Museo de Arte Contemporáneo Internacional Rufino Tamayo je bil odprt leta 1981 z donacijo v višini več kot 300 del slikarja Rufina Tamaya (1899-1991) iz Oaxace. Poleg njegovih del, so tu tudi dela drugih znanih umetnikov 20. stoletja: Francis Bacon, Salvador Dalí, Alberto Giacometti, René Magritte, Joan Miro in Pablo Picasso. V muzeju so na ogled tudi mednarodne razstave mehiške umetnosti, predavanja, gledališke in plesne predstave in koncerti. V muzeju se nahaja poseben dokumentacijski center o Rufinu Tamayu. Za zasnovo stavbe sta Teodoro González de León in Abraham Zabludovsky prejela nacionalno nagrado za arhitekturo v letu 1981.
Museo Frida Kahlo ali Modra hiša Fride Kahlo
Hiša Fride Kahlo stoji v predmestju Coyoacán. Barvita stavba, poimenovana Casa Azul (Modra hiša) zaradi svoje modre fasade, je preurejena v muzej. V tipičnem kolonialnem slogu zgrajena stavba vsebuje poseben izbor slik Fride Kahlo, njeno pohištvo, obleke in knjige. Tam je živela z možem Diego Riverom med letoma 1929-1954. V bližnji hiši je v izgnanstvu živel Lev Trocki (1879-1940), kjer je bil v svoji pisarni tudi umorjen.
Malo dlje od Museo Frida Kahlo, v San Angel, je Museo de Casa Estudio Diego Rivera y Frida Kahlo, kjer so razstavljena dela obeh umetnikov. Obstajata dve hiši, ena v roza in ena v modri barvi, hiši za vsakega od njiju, zasnovani in zgrajeni leta 1927, avtor slikar Juan O'Gorman. Za Mehiko je bil to začetek moderne arhitekture.
Cerkev San Francisco v zgodovinskem središču Ciudad de Mexica
Na vzpetini v starem delu mesta je bil leta 1540 zgrajen Convento de San Francisco (nekdanji frančiškanski samostan, v katerem je regionalni zgodovinski muzej (Museo Regional de Querétaro). V cerkvi San Francisco, ki je sestavni del samostana je Hernán Cortés kronal prvega azteškega cesarja. Stavba je bila zgrajena v značilnem slogu churrigueresque.
Na Avenida Madero, na zahodnem robu Zocala stoji baročna Iturbidova palača (Palacio de Iturbide), kjer potekajo likovne razstave. Antiguo Colegio de San Ildefonso je še vedno dobro ohranjena kolonialna zgradba, kjer so občasne razstave in stenske slike Diega Rivere, Davida Alfaro Siqueirosa in José Clemente Orozca. Južno od Zocala je Museo de la Ciudad de México z ostanki o zgodovini mesta in doline.
V zahodnem delu parka Alameda Central je leta 1592 stanoval Cortés, danes je tu Pinacoteca Virreynal (Podkraljeva zbirka slikarstva) v kateri so slike najpomembnejših umetnikov španskega kolonialnega obdobja.
V okolju parka Alameda Central so še drugi muzeji: Museo Nacional de Arte v stavbi iz italijanskega marmorja, Museo Franz Mayer z zbirko različnega pohištva, srebrnine in mehiških slik, Museo de Artes e Industrias Populares (Narodni muzej ljudske umetnosti in obrti) in Museo Mural Diego Rivera z razstavo mnogih njegovih del, vključno z enim njegovih najbolj znanih umetniških del: Sanje v nedeljo popoldne v parku Alameda.
Dva druga umetniška muzeja na območju San Angel sta Museo de Arte Carrillo Gil, kjer je večinoma mehiška sodobna umetnost z občasnimi razstavami sodobne umetnosti, prvič odprt leta 1994 in Museo Soumaya na Plaza Loreto. Museo Soumaya je znan med drugim zaradi razstave 100 Rodinovih kipov in je edini muzej v Ciudad de Mexicu, kjer so stalno na ogled dela evropskih umetnikov, tudi nekaterih impresionistov, dela Pabla Picassa, Joana Mirója in Salvadorja Dalíja.
V Xochimilcu na nekdanji Hacienda La Noria iz 16. stoletja, je Museo Dolores Olmedo, odprt za javnost od leta 1994. Tu so razstavljena med drugimi dela Diega Rivere, Fride Kahlo in Angeline Beloff. Prireditev v počastitev Dneva spomina na mrtve je v tem muzejskem predelu posebna atrakcija.

### Glasba
Ciudad de Mexico gosti številne koncerte različnih glasbenih smeri. Prizorišča so na južnem delu mesta, v soseskah Coyoacan in San Angel pa tudi v Zona Rosa in Condesa.
Cela vrsta lokalov ponuja skupine Mariachi. To je skupina praviloma sestavljena iz štirih violinistov, treh trobentačev, nekaj kitaristov in pevke/pevca, igrajo pa značilno mehiško »narodno-zabavno« glasbo. Mariachi izhajajo iz časov francoske invazije v 19. stoletju, ko so postali običajna najeta glasbena skupina na porokah - mariage.
Na Plaza se lahko sliši skupine Norteño, ki predstavljajo mešanico glasbe Tex-Mex ali mehkejše marimba inštrumente iz južne Mehike.

## Izobraževanje
Mestna regija je sedež številnih univerz, visokih in strokovnih šol, raziskovalnih ustanov in knjižnic.
Najstarejša univerza v Ameriki je bila ustanovljena leta 1547 in je začela obratovati leta 1551. To je Nacionalna avtonomna univerza Mehike (Universidad Nacional Autónoma de México - UNAM) in se nahaja Ciudad de Mexico. To je največja univerza na celini, s 305.969 študenti iz vseh družbenih okolij. Trije Nobelovi nagrajenci, več mehiških podjetnikov in večina današnjih predsednikov Mehike so nekdanji študenti. UNAM opravi 50% znanstveno-raziskovalnega dela v Mehiki in je prisotna po vsej državi s satelitskimi kampusi, inštituti in raziskovalnimi centri. Nacionalna avtonomna univerza Mehike se je uvrstila na 74 med 200 svetovnimi univerzami (podatek objavljen leta 2006 [113 ]), kar je bila najvišje uvrščena špansko govoreča univerza na svetu. Leta 2009 je padla na 190 mesto. Glavni kampus univerze, znan kot Ciudad Universitaria, je na seznamu Unescove svetovne kulturne dediščine od leta 2007.
Druga največja visokošolska institucija je Instituto Politécnico Nacional (IPN) in obsega med drugim Centro de Investigación y de Estudios Avanzados del Instituto Politécnico Nacional (Cinvestav), ki izvaja raziskave na zelo različnih znanstvenih in tehnoloških področjih. Druge glavne visokošolske ustanove v mestu so: Universidad Autónoma Metropolitana (UAM), Instituto Tecnológico Autónomo de México (ITAM), Universidad La Salle, Universidad del Valle de México (UVM), Universidad Anáhuac, Universidad Iberoamericana, El Colegio de México (Colmex), Escuela Libre de Derecho, Escuela Bancaria y Comercial, Universidad Pedagógica Nacional, Escuela Nacional de Antropología e Historia, Instituto Nacional de Bellas Artes la Universidad del Claustro de Sor Juana.
Med številnimi javnimi in zasebnimi šolami, mesto ponuja multi-kulturne, več jezikovne in mednarodne šole, ki se jih poslužujejo mehiški in tuji študentje. Najbolj znana so Colegio Alemán (nemška šola s 3 glavnimi kampusi), Liceo mexicano Japonés (japonska šola), Escuela Coreana (korejska šola), Lycée Français de Mexique (francoska), Ameriška šola Westhill Institute, akademija Edron in Šola Greengates (britanska šola).

## Znamenitosti
Ulice prestolnice predstavljajo šahovnico. Vzorec je bil prekinjen zaradi izgradnje nekaterih širokih avenij, ob katerih so sodobne poslovne stavbe in stanovanjske stolpnice, kakor tudi številni parki in veliki trgi, priljubljena zbirališča meščanov.

### Zócalo
Zgodovinsko središče Ciudad de Mexica je Zócalo. Stoji na mestu, kjer je nekoč stala palača azteškega vladarja Moctezume II. (1465-1520). Trg je obdan z monumentalno stolnico, Mestno hišo (Palacio Municipal) iz leta 1720, predsedniško palačo in Palacio Nacional iz leta 1792. V Palacio Nacional, so znamenite stenske poslikave (freske ali murali kot jim rečejo v Mehiki) Diega Rivere.
Baročna stolnica je bila zgrajena med letoma 1573 - 1667 in je ena od najstarejših in največjih verskih objektov v Ameriki. Znotraj je bogato izrezljan oltar De los Reyes (Oltar kraljev). Fasada tezontle je iz rdečkaste vulkanske kamnine, razdeljena na tri portale in Sagrario (tabernakelj) v podaljšku, ki je zgrajen v churrigueresque slogu (slog poimenovan po španskem arhitektu José de Benito Churriguera (1665-1725)). Kot veliko drugih zgradb v mestu, se tudi stolnica počasi pogreza v močvirnatem nenosilnem terenu.
Severno od Zócala je arheološko najdišče Templo Mayor, kjer so našli ostanke nekdanjega templja mesta Tenochtitlan. V kolonialni zgradbi na zahodni strani je Monte de Piedad (zastavljalnica) iz 19. stoletja. V bližini Zócala so tudi kolonialne zgradbe in palače iz kamna tezontle Calle Moneda zgrajene v churrigueresque slogu in baročna cerkev La Santisima z nadškofovsko palačo.
Proti Palacio de Bellas Artes je majhen park, Alameda Central. V parku je spomenik mehiškemu predsedniku Benitu Juárezu (1806-1872).

### Paseo de la Reforma
Ena od glavnih arterij mesta je Paseo de la Reforma, avenija zgrajena v času cesarja Maksimilijana I. Začne se na robu starega mestnega jedra na severozahodnem vogalu parka Alameda in se konča pri poletni rezidenci mehiškega cesarja Castillo de Chapultepeca. Zgrajena je bila po evropskem modelu kot širok bulvar. Nekatere od zgradb so še iz 19. stoletja. V zgodovinskem delu mesta je tudi najvišja stavba v Latinski Ameriki, Torre Mayor in tipične poslovne zgradbe. Paseo de la Reforma je ena najdaljših ulic na svetu.
V severovzhodni smeri, prečno na avenijo Paseo de la Reforma, se razteza na Trg treh kultur, urejen leta 1963 na temeljih predkolumbovskega mesta Tlatelolco. Poleg azteških zgradb je tu baročna cerkev Santiago de Tlatelolco iz španskega kolonialnega obdobja in druge sodobne zgradbe. Pri spomeniku zadnjega azteškega vladarja Chuautemoca prečka mesto v smeri sever-jug Avenida Insurgentes.
Na jugu se širi park Chapultepec s številnimi muzeji, živalskim vrtom; grad Chapultepec, nekdanji sedež predsednika, je cesarju Maksimiljanu služil kot prebivališče in območje Zona Rosa s številnimi restavracijami, bari in nakupovalnimi centri. Tukaj se nahaja tudi 45 metrov visok steber z angelom na vrhu (El Angel de la Independencia).
Mehika je bila edina država, ki ob vdoru Avstrije leta 1938 ni bila politično priznana kot članica Zveze. Na Paseo de las Reforma stoji spomenik, ki ga je postavila avstrijska vlada pod kanclerjem Brunom Kreiskyn. Na Dunaju se dogodka spominjajo z Mexico kvartom.

### Druge zgradbe
Monumentalna Palača pošte je zgrajena iz apnenca. Neogotska stavba je okrašena na strani Calle Tacuba in je bila zgrajena med letoma 1902 - 1907 po načrtih arhitekta Adamo Boarija. Stopnišče je zgrajeno v secesijskem slogu, s steklom in kovinskim okrasjem. V prvem nadstropju je majhen poštni muzej.
V bližini se na Avenida Madero nahaja Casa de los Azulejos (Hiša ploščic). Zgrajena je v baročnem slogu, zunanjost je okrašena s tisočerimi ploščicami iz Pueble.
Na Avenida Madero in nasproti Palacio de Bellas Artes stoji Torre Latinoamericana. Nekdanja najvišja stavba v Latinski Ameriki (visoka 182 metrov) je bila zgrajena med letoma 1948 in 1956. 45 nadstropno stolpnico je zasnoval arhitekt Augusto H. Álvarez.
Murali Diega Rivere se nahajajo na različnih lokacijah v mestu, največ jih je v Narodni palači na temo »Mehike skozi stoletja«. Znane so tudi freske José Clemente Orozca, posebej pomembna je slika Omnisciencia v Casa de los Azulejos.
Na seznamu Unescove svetovne dediščine je od leta 2004 Casa Barragan, dom in atelje arhitekta Luisa Barragána. Zgrajena med letoma 1947/1948 v predmestju Tacubaya je odličen primer betonske zgradbe sestavljene iz pritličja in dveh nadstropjih, ki so videti kot majhen zasebni vrt.
V severnem predmestju Villa de Guadalupe stoji na hribu Tepeyac Basilica de Nuestra Señora Guadalupe (Bazilika Marije Guadalupske). To je najpomembnejše svetišče v Mehiki in eno najpomembnejših Marijinih svetišč na svetu. Obišče jo 20 milijonov romarjev v največjem letnem romanju na svetu. Leta 1531 se je na hribu Tepeyac Azteku Juanu Diegi prikazala Devica Marija. Na tem mestu so potem zgradili cerkev. Ker so se temelji posedli, je bilo treba baziliko za obiskovalce in romarjev zapreti. Nova bazilika, ki jo je zasnoval mehiški arhitekt Pedro Ramirez Vazquez, je bila posvečena leta 1974 in stoji v neposredni bližini. S svojo velikostjo in odprto arhitekturo deluje zelo impresivno. Ima 10.000 sedežev in lahko sprejme do 40.000 obiskovalcev. Je ena od največjih cerkva na svetu.

### Parki
Xochimilco Park
Na Unescovem seznamu svetovne dediščine so že od leta 1987 tako imenovani »plavajoči vrtovi« v Xochimilcu (v jeziku Nahuatl "kraj, kjer rastejo rože"). Leta 1990 so bili vodni vrtovi razglašeni za ekološki park (Parque Ecológico de Xochimilco). Nobeno drugo okrožje tako močno ne spominja na staro mesto kot Xochimilco s svojimi plavajočimi trgovinami, trgi in barvitimi čolni, ki vozijo izletnike skozi vodne kanale. Ženske v majhnih kanujih prodajajo rože, sadje in toplo hrano, na večjih čolnih so marimba glasbeniki in skupine Mariachi.
Trg Mercado de Xochimilco je eden izmed najbolj barvitih in najglasnejših na svetu.
Chapultepec Park
Park Chapultepec je zelenica velikosti štiri kvadratne kilometre in predstavlja zelena pljuča mesta. Sestoji iz treh delov. Največji in najvzhodnejši del ima najbolj zanimive objekte, med njimi Museo Nacional de Antropologia, Museo de Arte Moderno, Museo Rufino Tamayo in živalski vrt. Na južni strani, nasproti Museo de Antropologia je jezero Lago de Chapultepec.
Na hribu Chapultepec je grad Chapultepec (Castillo de Chapultepec). Castillo je bil zgrajen leta 1785 kot poletna rezidenca španskega podkralja. Do takrat je bil domovanje azteškega vladarja. Kot vojaška akademija se je uporabljal do osamosvojitve, v sedanji obliki je bil grad na zahtevo cesarja Maksimilijana obnovljen po vzoru njegove italijanske vile. Zdaj je v njem Museo Nacional de Historia.
Parque Zoológico de Chapultepec je živalski vrt, ki zavzema velik del parka in je razdeljen na različne podnebne pasove: puščave, tropski gozd, mešani gozd zmernega območja in tako naprej. Najbolj zanimivi so xoloitzcuintle, mehiški psi brez dlake, ki so potomci štirih vrst predkolumbovskih psov.

### Naravni spomeniki
Jugovzhodno od Ciudad de Mexico ležita dva zasnežena vulkana: Popocatepetl (5452 metrov) in Iztaccihuatl (5285 metrov). Od začetka ponovne vulkanske aktivnosti 21. decembra 1994, pogosto bruhata. 19. decembra 2000 je bil največji izbruh vulkana Popocatepetl od leta 1802. Žareče kamenje in oblak prahu so se je širili proti mestu in večkrat je bilo treba za nekaj ur zapreti 60 kilometrov oddaljeno letališče v Ciudad de Mexico.
Omočje okoli Popocatepetla je za javnost zaprto v radiju dveh kilometrov, vendar so Parque Nacional de Vulkani, ki obdaja oba vulkane, ponovno odprli. 14 samostanov na pobočjih Popocatepetla, zgrajenih v 16. stoletju so leta 1994 razglasili zn Unescov seznam svetovne dediščine.
Imena dveh vulkanov so iz azteških časov in pomenijo: Popocatepetl (kadeča gora) je bil bojevnik, Iztaccihuatl (bela dama) pa njegova ljubica, cesarjeva hči. Ko je slišala da je bil Popocatepetl ubit v bitki, je umrla od žalosti. Njen ljubimec pa je zdravel, odšel na goro in tam za vedno ostal z gorečo baklo.

## Gastronomija
Poleg številnih lokalnih restavracij Ciudad de Mexico ponuja tudi kitajsko ameriško, argentinsko, francosko in italijansko kuhinjo. Skoraj na vsakem vogalu so poceni restavracije, kavarne, taquerias in stojnice, kjer se prodajajo hrano in pijače.
Tipične jedi značilne za glavno mesto so Antojitos Mexicanos, predjedi, ki so pretežno pripravljene iz Masa - testo za tortilje, palačinkam podoben kruh iz koruzne moke. To so tacos, majhne tortilje z nadevom iz vseh možnih sestavin, tortas (majhni sendviči) in tostadas (ocvrte tortilje z nadevom). Značilne so različne omake, kot so salsa verde, salsa Mexicana in salsa Rancheragost ter guacamole. Antojitos se prodajajo v skoraj vsaki ulici na majnih stojnicah. Poseben nadev za tacose je carne al pastor, vrsta gyrosa, svinjina in carnitas, svinjina kuhana v mleku s Chicharrón - ocvrto svinjsko kožo. Zanimivi so tamales, mešanica Masa, govedine ali piščanca z različnimi pikantnimi omakami, kuhano v listih koruze ali listih banan.
Namesto zgodnjega zajtrka, ko Mehičani popijejo samo kavo, pojejo za Almuerzo (drugi zajtrk) bodisi jajca ali chilaquiles - suho tortiljo v čili omaki, kuhano s smetano in sirom. Tipično kosilo comida corrida obsega juho, riž, glavno jed in sladico je po navadi majhno, poceni kosilo, ki ga pojedo delavci in drugi zaposleni. Večerja je preprosta, običajno pojedo samo taco ali pan dulce (sladko pecivo) s kozarcem mleka ali kave.
Okusni so slavni Chiles en nogada iz območja Pueble, z govedino in svinjino, suhim sadjem, orehi, smetano napolnjene velike paprike (chile poblano). S področja Pueble in Oaxace je poznan mol postrežen s piščancem. Prav tako je priljubljena hrana iz Jalisca imenovana pozole, juhi podobna jed s piščancem ali svinjino in veliko koruznih zrn.